# 大叶早樱
大叶早樱（學名：Prunus × subhirtella）也叫小彼岸樱，是蔷薇科李属的一种樱花，原产日本。中国大陆的安徽、浙江、江西、四川等地有栽培。熊谷櫻（學名：Prunus × subhirtella 'Kumagai'）为其重瓣品种。